# Antoine Louis Dugès

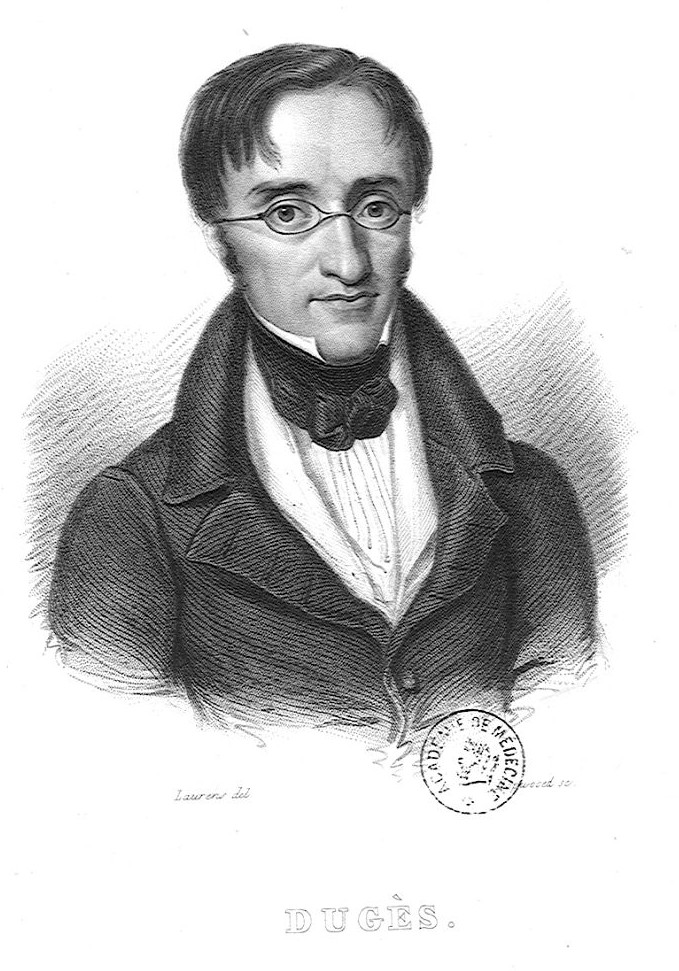
Antoine Louis Dugès

Antoine Louis Dugès, född 19 december 1797 i Mézières, departementet Ardennes, död 1 maj 1838 i Montpellier, var en fransk läkare, Han var systerson till den berömda barnmorskan Marie Lachappelle och far till Alfredo Dugès. 
Dugès blev doktor i Paris 1821, var därefter en tid prosektor vid medicinska fakulteten i Paris och från 1825 professor i obstetrik i Montpellier. Han skrev mycket, däribland tillsammans med barnmorskan Marie Boivin Traité pratique des maladies de l'utérus et de ses annexes (två band, 1833). Vidare kan nämnas Essai physiologico-pathologique sur la nature de la fièvre (två band, 1823 prisbelönt), Manuel d'obstétrique (1826, tredje upplagan 1840), Mémoire sur la conformité organique dans l'échelle animale (1832), Recherches sur l'ostéologie et la myologie des batrachiens à leur différents âges (1835, prisbelönt av Institut de France) och Traité de physiologie comparée de l'homme et des animaux (tre band, 1838–39).